# НБА такмичење у брзом шутирању тројки
НБА такмичење у брзом шутирању тројки (енгл. NBA Three-Point Shootout) део је суботњег програма НБА ол-стар викенда. Такмичење је уведено 1986. године на Ол-стар викенду у Даласу и од тада није одржано само 1999. због НБА локаута. Циљ је да се постигне што више погодака упућених иза линије за три поена у временском интервалу од једног минута.

## Актуелне пропозиције
- У квалификационој рунди учествује укупно осам играча — по 4 представника сваке конференције. У финале иду три играча који су остварили најбољи резултат.
- Три финалисте поново шутирају по истим правилима како би се одлучио победник. У случају нерешеног резултата, шутира се још једна серија.
- Шутеви се упућују са 5 различитих позиција — прва је у једном ћошку терена, а наредне су на сваких 45 степени завршно са другим ћошком.
- Са сваке позиције шутира се по 5 лопти. Прве четири (стандардне наранџасте) лопте вреде 1 поен, а пета (шарена, такође се назива money ball — кеш лопта, прим. прев.) доноси 2 поена. Између 2. и 3. и 3. и 4. позиције се налазе две спонзорисане лопте (тренутно зелене, пошто их спонзорише амерички бренд сокова Mountain Dew), које вреде пуних 3 поена. Играч има могућност да одабере једну позицију за коју сматра да му највише одговара и са ње шутира само лопте вредности од 2 поена. Максималан број поена који играч може да постигне је 40.
- Предвиђени интервал за шутирање је 70 секунди. Уколико играч не стигне да шутне свих 27 лопти на кош, рачунају му се погоци постигнути (тј. шутеви упућени) пре истека времена.

## Битније измене у пропозицијама кроз историју
- Од 1986. до 1998. године: систем са осам учесника у квалификационој рунди, четири у полуфиналу, два у финалу.
- Од 2000. године: укинуто полуфинале; у финале иду три учесника са најбољим скором у квал. рунди.
- Од 2003. године: број учесника смањен са осам на шест.
- Од 2013. године: учесници подељени по конференцијама; у финале иду два играча са најбољим скором у квал. рунди (сваки у својој конференцији).
- Од 2014. године: број учесника враћен на осам; уведена могућност бирања позиције са свих 5 шарених лопти; максимални број поена повећан на 34.
- Од 2020. године уведене спонзорисане лопте вредне 3 поена између 2. и 3. и 3 и 4. позиције; максималан беој поена повећан на 40.

## Досадашњи победници
| 1986. | Далас, Тексас              | Лари Берд              | Бостон селтикси           | 22 / 30 |
| 1987. | Сијетл, Вашингтон          | Лари Берд (2)          | Бостон селтикси (2)       | 16 / 30 |
| 1988. | Чикаго, Илиноис            | Лари Берд (3)          | Бостон селтикси (3)       | 17 / 30 |
| 1989. | Хјустон, Тексас            | Дејл Елис              | Сијетл суперсоникси       | 19 / 30 |
| 1990. | Мајами, Флорида            | Крејг Хоџиз            | Чикаго булси              | 19 / 30 |
| 1991. | Шарлот, Северна Каролина   | Крејг Хоџиз (2)        | Чикаго булси (2)          | 17 / 30 |
| 1992. | Орландо, Флорида           | Крејг Хоџиз (3)        | Чикаго булси (3)          | 16 / 30 |
| 1993. | Солт Лејк Сити, Јута       | Марк Прајс             | Кливленд кавалирси        | 18 / 30 |
| 1994. | Минеаполис, Минесота       | Марк Прајс (2)         | Кливленд кавалирси (2)    | 24 / 30 |
| 1995. | Финикс, Аризона            | Глен Рајс              | Мајами хит                | 17 / 30 |
| 1996. | Сан Антонио, Тексас        | Тим Леглер             | Вашингтон булетси         | 20 / 30 |
| 1997. | Кливленд, Охајо            | Стив Кер               | Чикаго булси (4)          | 22 / 30 |
| 1998. | Њујорк Сити, Њујорк        | Џеф Хорнасек           | Јута џез                  | 16 / 30 |
| Ол-стар викенд планиран за 1999. годину отказан је због НБА локаута. Било је предвиђено да ове године домаћин буде Филаделфија (Пенсилванија). |                            |                        |                           |         |
| 2000. | Оукланд, Калифорнија       | Џеф Хорнасек (2)       | Јута џез (2)              | 13 / 30 |
| 2001. | Вашингтон                  | Реј Ален               | Милвоки бакси             | 19 / 30 |
| 2002. | Филаделфија, Пенсилванија  | Предраг Стојаковић     | Сакраменто кингси         | 19 / 30 |
| 2003. | Атланта, Џорџија           | Предраг Стојаковић (2) | Сакраменто кингси (2)     | 22 / 30 |
| 2004. | Лос Анђелес, Калифорнија   | Вошон Ленард           | Денвер нагетси            | 18 / 30 |
| 2005. | Денвер, Колорадо           | Квентин Ричардсон      | Финикс санси              | 19 / 30 |
| 2006. | Хјустон, Тексас            | Дирк Новицки           | Далас маверикси           | 18 / 30 |
| 2007. | Лас Вегас, Невада          | Џејсон Капоно          | Мајами хит (2)            | 24 / 30 |
| 2008. | Њу Орлеанс, Луизијана      | Џејсон Капоно (2)      | Торонто репторси          | 25 / 30 |
| 2009. | Финикс, Аризона            | Дејкван Кук            | Мајами хит (3)            | 19 / 30 |
| 2010. | Арлингтон, Тексас          | Пол Пирс               | Бостон селтикси (4)       | 20 / 30 |
| 2011. | Лос Анђелес, Калифорнија   | Џејмс Џоунс            | Мајами хит (4)            | 20 / 30 |
| 2012. | Орландо, Флорида           | Кевин Лав              | Минесота тимбервулвси     | 17 / 30 |
| 2013. | Хјустон, Тексас            | Кајри Ирвинг           | Кливленд кавалирси (3)    | 23 / 30 |
| 2014. | Њу Орлеанс, Луизијана      | Марко Белинели         | Сан Антонио спарси        | 24 / 34 |
| 2015. | Њујорк Сити, Њујорк        | Стефен Кари            | Голден стејт вориорси     | 27 / 34 |
| 2016. | Торонто, Онтарио           | Клеј Томпсон           | Голден стејт вориорси (2) | 27 / 34 |
| 2017. | Њу Орлеанс, Луизијана      | Ерик Гордон            | Хјустон рокетси           | 21 / 34 |
| 2018. | Лос Анђелес, Калифорнија   | Девин Букер            | Финикс санси (2)          | 28 / 34 |
| 2019. | Шарлот, Северна Каролина   | Џо Харис               | Бруклин нетси             | 26 / 34 |
| 2020. | Чикаго, Илиноис            | Бади Хилд              | Сакраменто кингси (3)     | 27 / 40 |
| 2021. | Атланта, Џорџија           | Стефен Кари (2)        | Голден стејт вориорси (3) | 28 / 40 |
| 2022. | Кливленд, Охајо            | Карл Ентони Таунс      | Минесота тимбервулвси (2) | 29 / 40 |
| 2023. | Солт Лејк Сити, Јута       | Дејмијан Лилард        | Портланд трејлблејзерси   | 26 / 40 |
| 2024. | Индијанаполис, Индијана    | Дејмијан Лилард (2)    | Милвоки бакси (2)         | 26 / 40 |
| 2025. | Сан Франциско, Калифорнија | Тајлер Хиро            | Мајами хит (5)            | 24 / 40 |

- [2]

Легенда:
|  | Активни кошаркаши                                    |
|  | Кошаркаши који су примљени у Кошаркашку Кућу славних |

## Успешност
| Поз. | Играч              | Број победа |
| ---- | ------------------ | ----------- |
| 1.   | Лари Берд          | 3           |
| 1.   | Крејг Хоџиз        | 3           |
| 3.   | Џејсон Капоно      | 2           |
| 3.   | Стефен Кари        | 2           |
| 3.   | Дејмијан Лилард    | 2           |
| 3.   | Марк Прајс         | 2           |
| 3.   | Предраг Стојаковић | 2           |
| 3.   | Џеф Хорнасек       | 2           |
| 9.   | 21 играч           | 1           |

| Поз. | Играч                   | Број победа |
| ---- | ----------------------- | ----------- |
| 1.   | Мајами хит              | 5           |
| 2.   | Бостон селтикси         | 4           |
| 2.   | Чикаго булси            | 4           |
| 4.   | Голден стејт вориорси   | 3           |
| 4.   | Кливленд кавалирси      | 3           |
| 4.   | Сакраменто кингси       | 3           |
| 7.   | Јута џез                | 2           |
| 7.   | Милвоки бакси           | 2           |
| 7.   | Минесота тимбервулвси   | 2           |
| 7.   | Финикс санси            | 2           |
| 11.  | Бруклин нетси           | 1           |
| 11.  | Вашингтон булетси       | 1           |
| 11.  | Далас маверикси         | 1           |
| 11.  | Денвер нагетси          | 1           |
| 11.  | Портланд трејлблејзерси | 1           |
| 11.  | Сан Антонио спарси      | 1           |
| 11.  | Сијетл суперсоникси     | 1           |
| 11.  | Торонто репторси        | 1           |
| 11.  | Хјустон рокетси         | 1           |